# Juan Zanelli
Juan Ernesto Zanelli de Vescovi (Iquique, 1906-Toulouse, 19 de agosto de 1944) fue un destacado piloto de automovilismo chileno, considerado el primer chileno y el primer sudamericano en ganar un gran premio en Europa. Triunfó en tres Grand Prix a principios de la década de 1930: dos en Le Mans y uno en Barcelona. Corrió para Bugatti, Nacional Pescara, Alfa Romeo, Maserati, Torino y Villa Padierna en los Grand Prix de las décadas de 1920 y 1930, precursores de la Fórmula 1. En 1931, se coronó campeón del Campeonato Europeo de Montaña, que posteriormente dio origen al Campeonato Mundial de Rally.

## Vida
Fue hijo de Nicolás Zanelli, un inmigrante italiano que hizo fortuna en las salitreras de Antofagasta, el cual se casó con Adela de Vescovi, natural de Tarapacá. Su infancia la pasó entre Iquique, Santiago y Valparaíso. En esos tiempos las familias más adineradas, sobre todo las extranjeras, estudiaban en el exterior. Juan Zanelli terminó sus estudios en Suiza. Después de terminar sus estudios se estableció en Niza como cónsul.

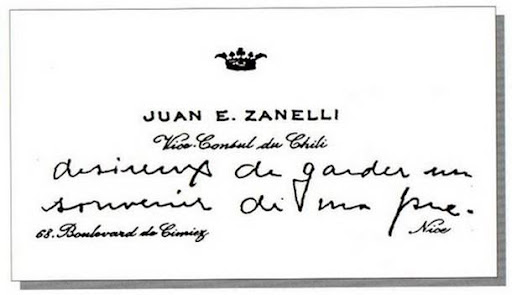
Certificado de Juan Zanelli como Cónsul de Chile.

Comenzó a tener contactos con la aristocracia europea, algo muy difícil en ese tiempo, sobre todo para un sudamericano, cuya afición en común era el automovilismo, el cual era solo exclusivo de los ricos de entonces. En esta época nacieron los "gentleman drivers", personas quienes tenían la pasión y los recursos financieros para participar en competencias de automovilismo de alto nivel.

## Trayectoria
Juan Zanelli apareció en las competiciones automovilísticas europeas conduciendo un Fiat biplaza, que tenía poca potencia en comparación de los veloces Alfa Romeo o Bugatti. Compitió en importantes carreras europeas entre 1928 y 1931. Ganó el Gran Premio Bugatti en Le Mans en 1929 y 1930, convirtiéndose en el primer latinoamericano en lograrlo. Participó en el Gran Premio de Mónaco y otros eventos en Italia y Francia, enfrentando desafíos mecánicos y consiguiendo podios. En 1931, ganó el Campeonato de Europa de Montaña en la categoría de Racing Cars. Además, adquirió un Bugatti y colaboró con importantes figuras del automovilismo como los hermanos Vizcaya y Raúl Pateras Pescara.

### Sus primeras carreras
El 25 de julio de 1929 participó en el VII Gran Premio de San Sebastián. Partiendo con el Bugatti nº 4 desde la primera fila, que compartía con Georges Philippe y con Louis Chiron, mientras peleaba con Georges Philippe por el primer puesto, patina y hace cuatro trompos, rompiendo la suspensión delantera. Consiguiendo llegar a los stands, pidiendo el volante del Bugatti nº 5. Pero debió detener su carrera en la vuelta 25. Quedando Chiron en primer lugar, seguido de Philippe, Lehoux, Dreyfus y Bourlier. Llegando a Italia para participar en la copa Pietro Bordino en la ciudad de Alessandria, logrando terminar octavo. También registró su Bugatti en el Gran Premio del Marne en Francia y obtuvo el segundo lugar. Ese mismo año participó en el Gran Premio de Monza. En Europa conoció a los hermanos Vizcaya y a Ernest Friderich, quien era amigo, colaborador y piloto de Ettore Bugatti, fundador de la marca Bugatti y dueño de la fábrica. Es así como el 13 de septiembre de 1928, adquiere uno de los coches de Pierre de Vizcaya quien lo había abandonado en 1924 después de un choque, así que lo tuvo que reparar.
Ettore Bugatti organizaría 3 carreras anuales, corriendo en el Circuito de la Sarthe, donde el 2 de junio de 1929 Juan Zanelli se coronaría como el ganador del Gran Premio Bugatti 1929 en Le Mans y consiguió su primer triunfo. Este gran premio lo ganó con muchas dificultades. En las preparaciones para la carrera exigió el auto hasta fundir el motor, sin embargo, quería correr y a último minuto convenció al barón Philippe de Rothschild para que le vendiera uno de sus autos. Entonces entró a la pista con un coche desconocido para él y alcanza el primer lugar y un lujoso nuevo Bugatti Type 35B de premio. Este fue el primer triunfo internacional de un piloto chileno y el primer triunfo de un latinoamericano en Europa.

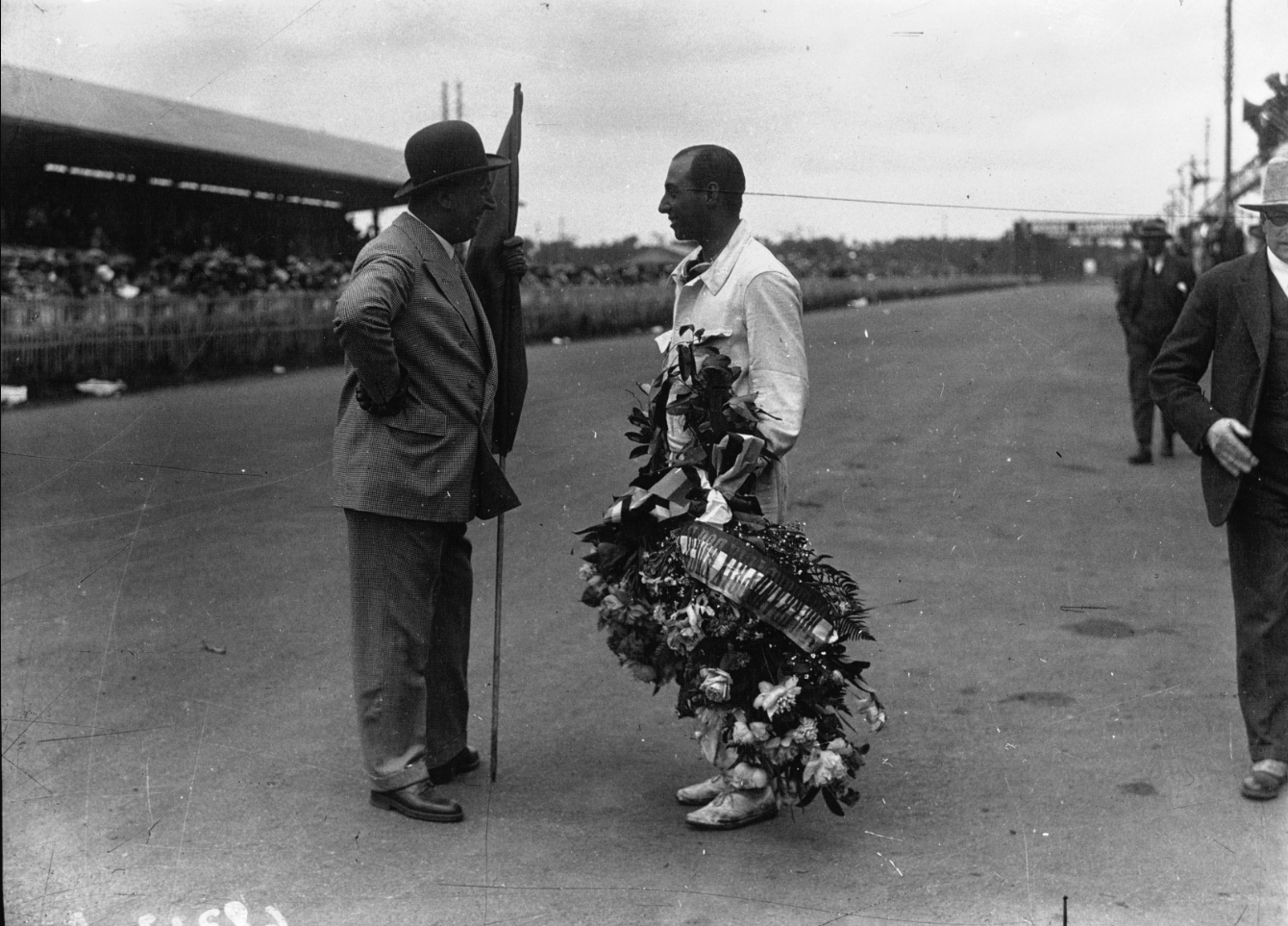
Juan Zanelli luego de ganar el GP Bugatti junto con Ettore Bugatti.

La temporada oficial de 1930 del Campeonato Mundial de Automovilismo se iniciaría en abril de ese año con el Gran Premio de Mónaco en el circuito de Montecarlo. Tenía entre sus pilotos al chileno Juan Zanelli. Partió en la segunda fila, al lado del monegasco. Louis Chiron, en el Gran Premio estrenó un nuevo Bugatti Type 35B, pero debido a una falla mecánica, Zanelli se vio obligado a abandonar cuando iba 4° y donde solo faltaban 8 vueltas para el final.
Volvería a Italia para volver a correr en Alessandria terminando en segunda posición, siendo el ganador Achille Varzi y con Enzo Ferrari en tercera posición terminando el podio, lamentablemente por una mala racha de fallas mecánicas en carreras futuras terminando en abandono, pero en el Gran Premio de Pau en Francia quedaría en tercera posición, este mismo año, participaría de nuevo en el Gran Premio Bugatti y repetiría su logro de obtener el primer lugar ganando como premio un Bugatti T43.

### Consolidación en las pistas.
En esos tiempos, las autoridades que regían el automovilismo establecían que el auto de los pilotos debía ser del color que correspondía a su país. Zanelli no tenía color, pues Chile tampoco lo tenía, por lo que pintó una bandera chilena triangular a cada costado del auto. Este gesto llamó la atención y tiempo después se transformó en una costumbre vigente hasta hoy. 
En 1932 pasó gran parte de su tiempo en Chile, por lo que fue un período de receso automovilístico, pero el año siguiente sería el más importante en su carrera automovilística. En ese año ganó el Gran Premio de Penya Rhin, el 25 de junio en la primera carrera que se llevó a cabo en el famoso Circuito de Montjuïc de Barcelona. Esta competencia contaba con 40 vueltas a un circuito de 4 kilómetros y reunió a los máximos exponentes automovilísticos de España, Italia, Francia y el resto de Europa.

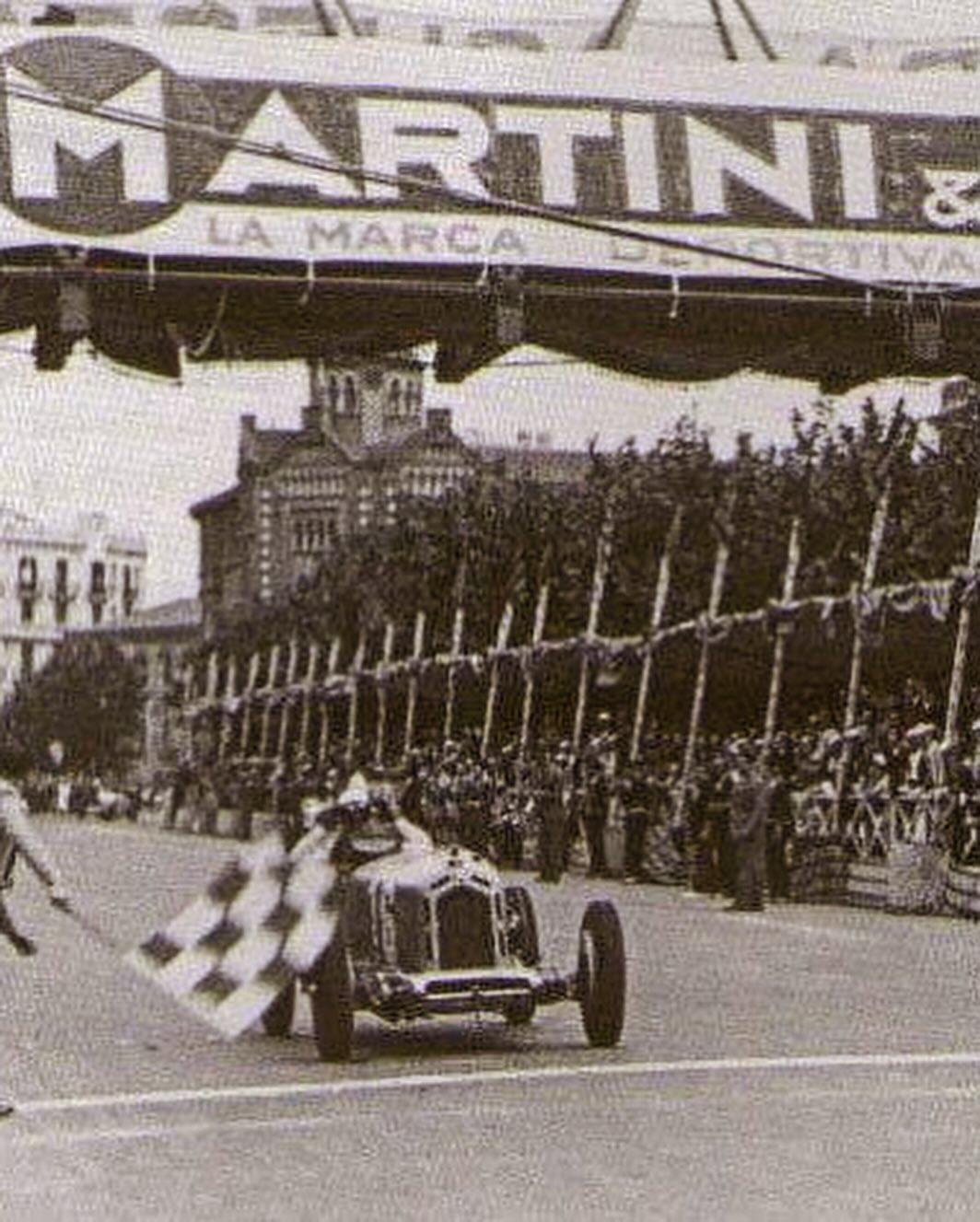
Llegada a la meta en el IV Gran Premio de la Penya Rhin de 1933.

Zanelli ganó en 1 hora, 34 minutos y 43 segundos, por delante de Vasco Sameiro, Marcel Lehoux, Joaquín Palacio y de Tazio Nuvolari. Este último realizó la vuelta más rápida de la carrera, significando la primera vez que un piloto latinoamericano ganaba un Grand Prix oficial válido por el campeonato del mundo, además nunca más un chileno ganó un premio de la máxima categoría del automovilismo mundial.
Este Gran Premio era uno de los más importantes en esos años ya que posteriormente lo ganaron pilotos como Luigi Fagioli, Tazio Nuvolari, Giuseppe Farina, Alberto Ascari, entre otros. Este triunfo lo consolidó como piloto de los grandes premios europeos, alcanzando a competir en un total de 29 grandes premios, siendo su última carrera el Gran Premio de Alemania de 1936.
En el año 1932 trató de ingresar al Gran Premio de Mónaco con Nacional Pescara quedando afuera. Luego Juan Zanelli logró comprar el auto de Raymond Sommer, un hermoso Alfa Romeo Monza 8c, compitiendo en las 500 millas de British Racing Drivers' Club finalizando sexto y volviendo a competir en el Gran Premio de Túnez finalizando octavo.

### Campeonato de Montaña
Los hermanos de Vizcaya le presentarían al empresario Raúl Pateras Pescara, dueño de la empresa española Nacional Pescara dedicada a fabricar autos, teniendo como objetivo crear un equipo de carreras, lanzando una versión deportiva para competir en el Campeonato de Europa de Montaña donde a diferencia de los circuitos, cada piloto compite solo, desde la salida en la base de una montaña, llegando a la meta en la parte superior de la misma, con el catalán Esteban Fort como su compañero. Zanelli lograría ganar el campeonato de 1931 en la categoría de Racing Cars, mientras que en la categoría Sports Cars la ganaría Rudolf Caracciola. En este campeonato participaron pilotos como Hans Stuck, Carlo Felice Trossi, Wolfgang von Trips, Edgar Barth, entre otros.

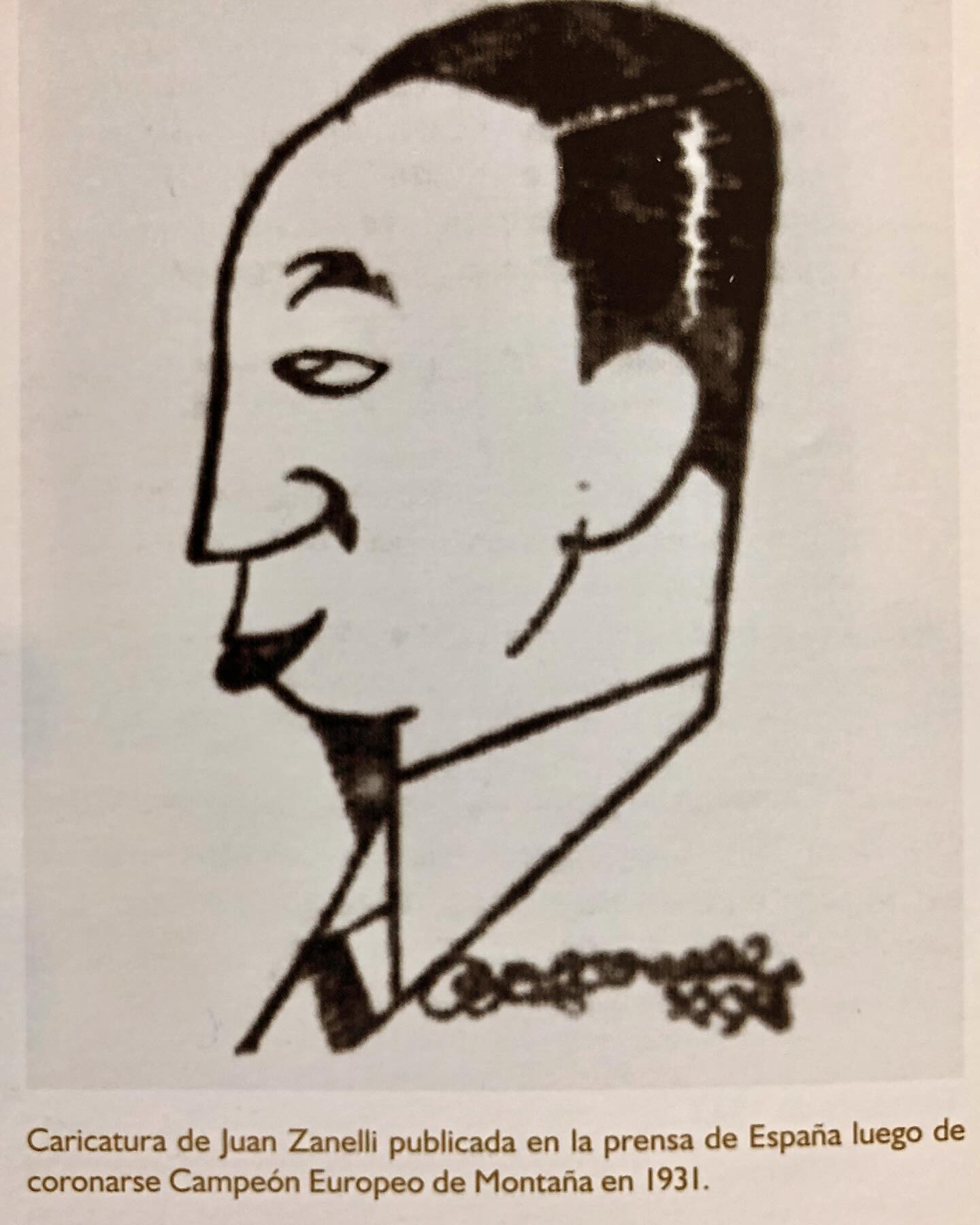
Caricatura de Juan Zanelli luego de ser Campeón Europeo de Montaña 1931.

### Últimos días
Su último año como piloto sería 1936 participando en el infierno verde de Nürbürgring y pilotando un Maserati 6c de la Scuderia Torino como piloto independiente. Para sumarle drama a la carrera, se correría bajo una espesa niebla y lluvia. El chileno lograría sobrevivir hasta el final de la carrera terminando en décima posición. Un mes más tarde entraría otra vez pero esta vez para correr el Gran Premio de Alemania de 1936, Zanelli pilotaría otro Maserati 8cm perteneciente a la escudería Villa Padierna pero se quedaría sin combustible en la primera vuelta teniendo que abandonar.
A inicios de los 40 el piloto se casó con Raymonde Picard con quien tuvo 2 hijos en Francia, de los cuales se desconoce su paradero. Uniéndose a la Resistencia francesa durante la II Guerra Mundial junto a otros pilotos que conoció durante su vida, mientras la Gestapo logró identificar a la mayoría de los nombres de los comprometidos, y en una confusa balacera entre alemanes y opositores, el chileno perdería la vida junto a sus colegas de Bugatti, siendo herido de muerte por un disparo, falleciendo en Toulouse (Francia) el 19 de agosto de 1944.

## Popularidad
Juan Zanelli fue un desconocido en Chile, a pesar de que en el mundo del automovilismo europeo, era conocido y respetado. La única vez que salió en la prensa, fue cuando ganó el Gran Premio de Penya Rhin en 1933, saliendo en la portada del diario El Mercurio, que publicó. "La copa automovilística de Barcelona fue ganada por Juan Zanelli, chileno". Actualmente, se es testigo de su desconocimiento en Chile. Durante los años 2007, 2008 por El Mercurio y en 2021 por La Tercera, volverían a hacer eco del nombre de Juan Zanelli contando su historia por Europa. Lamentablemente, sigue sin ser un referente en el automovilismo chileno y nunca más, salió en la prensa, ni siquiera el día de su trágica muerte.

### Libro sobre su vida
Juan Zanelli permaneció mucho tiempo perdido en el anonimato chileno, hasta que fue "redescubierto" en el diciembre de 2007 gracias a la investigación realizada por el autor del libro "Coche a la vista" el abogado Rodrigo Velasco, donde sale la desconocida historia de Juan Zanelli. La cual tardó 5 años de investigación, viajando a Europa y a los sitios donde este piloto tuvo sus mejores actuaciones.